# پیمنتو (بهتره با سال تماس بگیری)
پیمنتو (به انگلیسی: Pimento) نهمین قسمت از فصل اول مجموعهٔ تلویزیونی بهتره با سال تماس بگیری - محصول شبکه ای‌ام‌سی است که در تاریخ ۳۰ مارس ۲۰۱۵ از این شبکه پخش شد.

## داستان
جیمی و چاک در حال آماده کردن خود برای دادگاه و تکمیل پرونده هستند. در این بین وکلای خانه سالمندان هم چندین جعبه پرونده برای آنها ارسال کرده تا آن‌ها را به نوعی از ادامه این پرونده منصرف کنند. چاک اعتقاد دارد که وی و جیمی به تنهایی توانایی تکمیل کردن این پروژه را نداشته و پیشنهاد می‌دهد که پرونده ره به شرکت «هملین و مک‌گیل» بفرستند. جیمی با این کار مخالف است اما در نهایت موافقت می‌کند و وقت ملاقاتی تنظیم می‌کنند تا با هم به شرکت بروند. در همان شب وقتی جیمی خواب بود، چاک به شکل مخفیانه از تلفن همراه جیمی برای یک تماس تلفنی استفاده می‌کند.
صبح روز بعد جیمی به همراه چاک به شرکت می‌روند. در شرکت همگی برای ورود آن‌ها آماده شده بودند و تمامی موبایل‌ها و برق ساختمان را قطع کرده بودند. هوآرد باور دارد که پرونده سختی دارند و در ازای گرفتن پرونده به جیمی پیشنهاد دریافت ۲۰ درصد به‌علاوه ۲۰ هزار دلار را می‌دهد تا پرونده را برای شرکت خود کند؛ وی همچنین این موضوع را مشخص می‌کند که جیمی دیگر نباید روی پرونده کار کند. این موضوع باعث خشم جیمی می‌شود و در آخر هم پرونده را به آن‌ها نداده و از شرکت خارج می‌شود. بعد از خروج آن‌ها از شرکت، کیم به دفتر هوآرد می‌رود و چرایی رفتار وی را با جیمی جویا می‌شود. هوآرد در ابتدا سر سختی خود را نشان داده ولی سپس واقعیت ماجرا را به کیم می‌گوید.
در همین حین، مایک به عنوان بادی‌گارد یک شخص تازه‌کار که برای اولین بار قصد معامله مواد مخدر دارد استخدام می‌شود. ناچو که طرف مقابل وی بود با پول بسیار می‌رسد و معامله را انجام می‌دهد؛ اما پول کمتری را پرداخت می‌کند. مایک وارد بحث آن‌ها شده و از ناچو می‌خواهد که تمام پول را تمام و کمال پرداخت کند. ناچو در ابتدا سعی در ترساندن مایک دارد ولی وقتی می‌فهمد که مایک نمی‌ترسد، پول اضافی را هم پرداخت می‌کند و از آنجا خارج می‌شود. مایک به «پریس» - تازه‌کاری که قد معامله داشت - می‌گوید که از قبل ناچو را شناخته و می داهند که وی بدون اطلاع رئیسش در حال انجام این معاملات است و نمی‌خواهد خرابکاری‌ای بکند. مایک به پریس در خصوص ورودش به دنیای مواد مخدر هشدار داده و می‌گوید که از این به بعد وی را رسماً یه مجرم قلمداد می‌کنند.
در شب وقتی جیمی در حال رفتن به محل کارش بود، کیم را می‌بیند. کیم به جیمی می‌گوید که پیشنهاد هوآرد را بپذیرد و پول را بگیرد. با این پول می‌تواند دفتر خود را راه‌اندازی کند. که جیمی با این پیشنهاد مخالفت می‌کند و به دفترش می‌رود. در دفترش جیمی موبایل خود را بررسی می‌کند. صبح روز بعدی جیمی به خانه چاک می‌رود و به او می‌گوید که پیشنهاد هوآرد را خواهد پذیرفت. جیمی فهمیده بود که چاک از گوشی وی استفاده کرده بود تا به هواآورد قبل از جلسه زنگ بزند. جیمی اینطور برداشت می‌کند که در طول این مدت این چاک بوده که مانع ورود وی به شرکت «هملین و مک‌گیل» شده‌است و هوآرد نقشی نداشته‌است. و چاک هم واقعی بودن این‌ها را تأیید می‌کند. چاک می‌گوید که جیمی بخاطر مدرکش یک وکیل واقعی نیست و هیچوقت نمی‌تواند در شرکتش «هملین و مک‌گیل» کار کند. جیمی که به شدت عصبی شده بود، روابط خود با برادرش را قطع می‌کند.

## دیدگاه‌ها
این قسمت از بهتره با سول تماس بگیری مورد تحصیل بسیار منتقدین قرار گرفت. خصوصاً نقش‌آفرینی دو برادر (باب ادنکیرک و مایکل مک‌کین). وب‌سایت راتن تومیتوز امتیاز ۸٫۸ از ۱۰ را برای این قسمت در نظر گرفت. روزنامه دیلی تلگراف هم چهار ستاره از پنج ستاره را به این قسمت داد.

## پیوندها
- پیمنتو در وب‌سایت ای‌ام‌سی
- پیمنتو در بانک اطلاعات اینترنتی فیلم‌ها